# Psaenythia gerstaeckeri
Psaenythia gerstaeckeri är en biart som beskrevs av Heinrich Friese 1908. Psaenythia gerstaeckeri ingår i släktet Psaenythia och familjen grävbin. Inga underarter finns listade i Catalogue of Life.